# Casa Colonial (Quillota)
La Casa Colonial es un edificación ubicada en calle San Martín, en la ciudad de Quillota, Región de Valparaíso, Chile. Construida como vivienda para una familia española en 1772, desde el año 2010 alberga una biblioteca y el Museo Histórico-Arqueológico de Quillota. Fue declarada Monumento Nacional de Chile, en la categoría de Monumento Histórico, mediante el Decreto Supremo n.º 556, del 10 de junio de 1976.

## Historia
Fue construida en el año 1772 como vivienda para una familia española, siendo la construcción existente más antigua de Quillota. El 6 de agosto de 1822 el director supremo Bernardo O'Higgins leyó desde la casa el decreto que designó a la entonces villa de San Martín de La Concha, con el título de ciudad de San Martín de Quillota, realizándose la celebración del nuevo título en la propiedad.
Para el año 1837 la vivienda era arrendada por el gobernador José Agustín Morán, quien ofreció la casa para alojar al ministro de gobierno Diego Portales, la noche del 2 de junio de ese año. Al día siguiente Portales fue a pasar revista al batallón Maipú a cargo del coronel José Antonio Vidaurre, parte del ejército expedicionario en marco de la Guerra contra la Confederación Perú-Boliviana, siendo traicionado, tomado prisionero, y luego ejecutado camino a Valparaíso.
En el año 1923 la casa fue adquirida por Francisco Figueroa, quien inició los primeros trabajos de restauración. Desde el año 2010 funcionan en la casa la Biblioteca Pública N° 83 "Melvin Jones", que fue inaugurada el 12 de octubre de 1968, y el Museo Histórico-Arqueológico de Quillota, que fue creado el 5 de diciembre de 1997, en donde se encuentra además el Archivo Histórico de Quillota.